# Guerra Tour
Guerra Tour es la tercera gira musical internacional del cantante, compositor y actor mexicano Carlos Rivera, como parte de la promoción de su tercer álbum de estudio, Guerra (publicado el 7 de septiembre de 2018). La gira de conciertos se inició con un triplete en el Auditorio Nacional de México a finales de ese mismo mes, así como también recorrerá las principales ciudades de España, Argentina, Costa Rica y Estados Unidos. En el espectáculo hace un recorrido por sus grandes éxitos.

## Repertorio
Este es el repertorio interpretado el 27 de septiembre de 2018 en Ciudad de México durante el primer concierto del triplete que abrió este nuevo tour:
1. Amo mi locura
2. Te esperaba
3. Serás
4. Voy a amarte
5. Sígueme
6. Recuérdame
7. La luna del cielo
8. El hubiera no existe
9. Te amo hoy
10. Sería más fácil
11. Volveré
12. Grito de guerra
13. Si te vas
14. Lo digo
15. Bendita tu vida
16. Como tú
17. Deja amarte
18. Gracias a ti
19. Otras vidas
20. Que lo nuestro se quede nuestro
21. Solo tú
22. Fascinación
23. Me muero
24. ¿Cómo pagarte?
25. Regrésame mi corazón

## Fechas del Tour
| Fecha                    | Ciudad                  | País                 | Lugar                                              |
| 2018                     | 2018                    | 2018                 | 2018                                               |
| ------------------------ | ----------------------- | -------------------- | -------------------------------------------------- |
| 27 de septiembre de 2018 | Ciudad de México        | México               | Auditorio Nacional                                 |
| 28 de septiembre de 2018 | Ciudad de México        | México               | Auditorio Nacional                                 |
| 29 de septiembre de 2018 | Ciudad de México        | México               | Auditorio Nacional                                 |
| 19 de octubre de 2018    | Monterrey               | México               | Arena Monterrey                                    |
| 25 de octubre de 2018    | Guadalajara             | México               | Palenque Fiestas de Octubre                        |
| 26 de octubre de 2018    | Santiago de Querétaro   | México               | Auditorio Josefa Ortiz de Domínguez                |
| 27 de octubre de 2018    | San Luis Potosí         | México               | Plaza de Toros Monumental El Paseo                 |
| 28 de octubre de 2018    | Yecapixtla              | México               | Unidad Deportiva Fidel Díaz Vera                   |
| 1 de noviembre de 2018   | Tlaxcala                | México               | Palenque de Tlaxcala                               |
| 10 de noviembre de 2018  | Guadalajara             | México               | Auditorio Telmex                                   |
| 24 de noviembre de 2018  | Torreón                 | México               | Coliseo Centenario Torreón                         |
| 25 de noviembre de 2018  | Durango                 | México               | Feria Nacional de Durango                          |
| 29 de noviembre de 2018  | Culiacán                | México               | Auditorio Telmex                                   |
| 30 de noviembre de 2018  | Los Mochis              | México               | Centro de Usos Múltiples                           |
| 1 de diciembre de 2018   | Mazatlán                | México               | Feria de la Canaco                                 |
| 7 de diciembre de 2018   | Puebla                  | México               | Auditorio Metropolitano Puebla                     |
| 8 de diciembre de 2018   | Aguascalientes          | México               | Plaza de Toros Monumental                          |
| 14 de diciembre de 2018  | Tuxtla Gutiérrez        | México               | Palenque de la Feria Chiapas                       |
| 10 de enero de 2019      | Arandas                 | México               | Instalaciones de la Feria                          |
| 11 de enero de 2019      | León                    | México               | Palenque Instalaciones de la Feria                 |
| 25 de enero de 2019      | Mérida                  | México               | Auditorio La Isla Mérida                           |
| 9 de febrero de 2019     | Orizaba                 | México               | Auditorio Metropolitano de Orizaba                 |
| 15 de febrero de 2019    | Ciudad Juárez           | México               | Estadio Jaime Canales Lira                         |
| 16 de febrero de 2019    | Chihuahua               | México               | Estadio Monumental Chihuahua                       |
| 21 de febrero de 2019    | Chimbas                 | Argentina            | Costanera Complejo Ferial San Juan                 |
| 22 de febrero de 2019    | Buenos Aires            | Argentina            | Estadio Luna Park                                  |
| 27 de febrero de 2019    | Viña del Mar            | Chile                | Anfiteatro de la Quinta Vergara                    |
| 3 de marzo de 2019       | Tampico                 | México               | Centro de Convenciones y Exposiciones Expo Tampico |
| 7 de marzo de 2019       | Ciudad de México        | México               | Auditorio Nacional                                 |
| 8 de marzo de 2019       | Cancún                  | México               | Plaza de Toros de Cancún                           |
| 9 de marzo de 2019       | Tapachula               | México               | Palenque de Tapachula                              |
| 14 de marzo de 2019      | Santa Cruz de Tenerife  | España               | Centro Internacional de Ferias y Congresos         |
| 16 de marzo de 2019      | Gijón                   | España               | Teatro de La Laboral                               |
| 17 de marzo de 2019      | Valladolid              | España               | Auditorio Miguel Delibes                           |
| 18 de marzo de 2019      | Bilbao                  | España               | Palacio Euskalduna                                 |
| 22 de marzo de 2019      | Palma de Mallorca       | España               | Auditorium de Palma                                |
| 23 de marzo de 2019      | Valencia                | España               | Palacio de las Artes Reina Sofía                   |
| 27 de marzo de 2019      | Barcelona               | España               | Palacio de la Música Catalana                      |
| 30 de marzo de 2019      | Málaga                  | España               | Auditorio FYCMA                                    |
| 31 de marzo de 2019      | Roquetas de Mar         | España               | Teatro Auditorio de Roquetas de Mar                |
| 2 de abril de 2019       | Murcia                  | España               | Auditorio Víctor Villegas                          |
| 5 de abril de 2019       | Granada                 | España               | Palacio de Congresos de Granada                    |
| 6 de abril de 2019       | Sevilla                 | España               | Auditorio FIBES                                    |
| 11 de abril de 2019      | Madrid                  | España               | WiZink Center                                      |
| 20 de abril de 2019      | Aguascalientes          | México               | Palenque de la Feria Nacional de San Marcos        |
| 21 de abril de 2019      | Aguascalientes          | México               | Palenque de la Feria Nacional de San Marcos        |
| 26 de abril de 2019      | Morelia                 | México               | Expo Fiesta Michoacán                              |
| 3 de mayo de 2019        | Tepatitlán              | México               | Palenque de Tepatitlán                             |
| 8 de mayo de 2019        | Hermosillo              | México               | Palenque de Hermosillo                             |
| 9 de mayo de 2019        | Ciudad Obregón          | México               | Arena ITSON                                        |
| 11 de mayo de 2019       | Villahermosa            | México               | Palenque Parque Tabasco                            |
| 17 de mayo de 2019       | Monterrey               | México               | Domo Care                                          |
| 18 de mayo de 2019       | Monterrey               | México               | Domo Care                                          |
| 24 de mayo de 2019       | Mexicali                | México               | Plaza de Toros Calafia                             |
| 25 de mayo de 2019       | Tijuana                 | México               | Plaza de Toros de Tijuana                          |
| 31 de mayo de 2019       | Irapuato                | México               | Inforum                                            |
| 1 de junio de 2019       | Xalapa                  | México               | Gimnasio de la USBI                                |
| 6 de junio de 2019       | Guatemala               | Guatemala            | Forum Majadas                                      |
| 7 de junio de 2019       | San Salvador            | El Salvador          | Anfiteatro CIFCO                                   |
| 8 de junio de 2019       | San José                | Costa Rica           | Palacio de los Deportes                            |
| 20 de junio de 2019      | Ciudad de México        | México               | Auditorio Nacional                                 |
| 21 de junio de 2019      | Ciudad de México        | México               | Auditorio Nacional                                 |
| 20 de julio de 2019      | La Palma                | España               | Puerto de Tazacorte                                |
| 27 de julio de 2019      | Medellín                | España               | Teatro Romano de Medellín                          |
| 1 de agosto de 2019      | La Laguna               | España               | Pabellón Santiago Martín                           |
| 2 de agosto de 2019      | Las Palmas              | España               | Gran Canaria Arena                                 |
| 3 de agosto de 2019      | Nerja                   | España               | Auditorio Jardines de la Cueva                     |
| 7 de agosto de 2019      | Águilas                 | España               | Plaza Antonio Cortijos                             |
| 10 de agosto de 2019     | Jerez de la Frontera    | España               | Patio de la Tonelería Bodega González Byass        |
| 17 de agosto de 2019     | Oaxaca                  | México               | Auditorio Guelaguetza                              |
| 23 de agosto de 2019     | Santiago                | Chile                | Teatro Caupolicán                                  |
| 24 de agosto de 2019     | Lima                    | Perú                 | Anfiteatro del Parque de la Exposición             |
| 29 de agosto de 2019     | Dallas                  | Estados Unidos       | Majestic Theatre                                   |
| 30 de agosto de 2019     | Houston                 | Estados Unidos       | Houston Arena Theatre                              |
| 31 de agosto de 2019     | Hidalgo                 | Estados Unidos       | State Farm Hidalgo Arena                           |
| 1 de septiembre de 2019  | San Antonio             | Estados Unidos       | The Aztec Theatre                                  |
| 19 de septiembre de 2019 | Zacatecas               | México               | Palenque de la Feria Nacional de Zacatecas         |
| 20 de septiembre de 2019 | Zapopan                 | México               | Auditorio Telmex                                   |
| 21 de septiembre de 2019 | Zapopan                 | México               | Auditorio Telmex                                   |
| 10 de octubre de 2019    | Anaheim                 | Estados Unidos       | House of Blues                                     |
| 11 de octubre de 2019    | Riverside               | Estados Unidos       | Fox Performing Arts Center                         |
| 12 de octubre de 2019    | San Diego               | Estados Unidos       | House of Blues                                     |
| 19 de octubre de 2019    | Ciudad de México        | México               | Auditorio Nacional                                 |
| 20 de octubre de 2019    | Ciudad de México        | México               | Auditorio Nacional                                 |
| 25 de octubre de 2019    | Saltillo                | México               | Velaria de la Feria                                |
| 31 de octubre de 2019    | Guadalajara             | México               | Fiestas de Octubre                                 |
| 1 de noviembre de 2019   | Tlaxcala                | México               | Palenque                                           |
| 2 de noviembre de 2019   | Tlaxcala                | México               | Palenque                                           |
| 3 de noviembre de 2019   | Colima                  | México               | Palenque                                           |
| 17 de noviembre de 2019  | Acapulco                | México               | Fórum Mundo Imperial                               |
| 20 de noviembre de 2019  | Culiacán                | México               | Palenque Instalaciones de la Feria                 |
| 22 de noviembre de 2019  | Tepic                   | México               | Expo Auditorio Amado Nervo                         |
| 29 de noviembre de 2019  | Tuxtla Gutiérrez        | México               | Palenque                                           |
| 4 de diciembre de 2019   | Querétaro               | México               | Palenque                                           |
| 10 de diciembre de 2019  | Montevideo              | Uruguay              | Teatro de Verano Ramón Collazo                     |
| 12 de diciembre de 2019  | Córdoba                 | Argentina            | Quality Espacio                                    |
| 13 de diciembre de 2019  | Rosario                 | Argentina            | Broadway                                           |
| 15 de diciembre de 2019  | Buenos Aires            | Argentina            | Hipódromo de Palermo                               |
| 9 de enero de 2020       | Arandas                 | México               | Palenque de Arandas                                |
| 10 de enero de 2020      | León                    | México               | Palenque León                                      |
| 11 de enero de 2020      | León                    | México               | Palenque León                                      |
| 7 de febrero de 2020     | Villa María             | Argentina            | Festival Villa María                               |
| 15 de febrero de 2020    | El Calafate             | Argentina            | Fiesta del Lago                                    |
| 19 de febrero de 2020    | Campeche                | México               | Feria de Carnaval                                  |
| 22 de febrero de 2020    | Mazatlán                | México               | Feria de Carnaval                                  |
| 28 de febrero de 2020    | Monterrey               | México               | Arena Monterrey                                    |
| 17 de abril de 2020      | Buenos Aires            | Argentina            | Movistar Arena (CANCELADO)                         |
| 19 de abril de 2020      | Santiago                | Chile                | Movistar Arena (CANCELADO)                         |
| 13 de mayo de 2020       | Hermosillo              | México               | Palenque de Hermosillo (CANCELADO)                 |
| 15 de mayo de 2020       | Obregón                 | México               | Palenque de la Expo (CANCELADO)                    |
| 23 de mayo de 2020       | Mérida                  | México               | Foro GNP Seguros (CANCELADO)                       |
| 30 de mayo de 2020       | Chihuahua               | México               | Palenque Feria Santa Rita (CANCELADO)              |
| 31 de mayo de 2020       | Chihuahua               | México               | Palenque Feria Santa Rita (CANCELADO)              |
| 7 de junio de 2020       | El Paso                 | Estados Unidos       | El Paso Country Coliseum (CANCELADO)               |
| 11 de junio de 2020      | Atlanta                 | Estados Unidos       | Tabernacle (CANCELADO)                             |
| 13 de junio de 2020      | Miami                   | Estados Unidos       | The Fillmore Miami Beach (CANCELADO)               |
| 14 de junio de 2020      | Orlando                 | Estados Unidos       | Hard Rock Live Orlando (CANCELADO)                 |
| 18 de junio de 2020      | Chicago                 | Estados Unidos       | Rosemont Theatre (CANCELADO)                       |
| 20 de junio de 2020      | Nueva York              | Estados Unidos       | Terminal 5 (CANCELADO)                             |
| 21 de junio de 2020      | Washington D. C.        | Estados Unidos       | Warner Theatre (CANCELADO)                         |
| 12 de julio de 2020      | Barcelona               | España               | Jardins de Pedralbes (CANCELADO)                   |
| 26 de julio de 2020      | Chiclana de la Frontera | España               | Poblado de Sancti Petri (CANCELADO)                |
| 27 de julio de 2020      | Madrid                  | España               | Teatro Real (CANCELADO)                            |
| 1 de agosto de 2020      | Marbella                | España               | Auditorio Cantera de Nagüeles (CANCELADO)          |
| 22 de agosto de 2020     | Santo Domingo           | República Dominicana | Teatro Nacional Eduardo Brito (CANCELADO)          |
| 5 de septiembre de 2020  | Guadalajara             | México               | Plaza de Toros Nuevo Progreso (CANCELADO)          |
| 12 de septiembre de 2020 | San José                | Costa Rica           | Estadio Nacional de Costa Rica (CANCELADO)         |
| 25 de septiembre de 2020 | Ciudad de México        | México               | Arena Ciudad de México (CANCELADO)                 |